# The Raspberry Jams
The Raspberry Jams es una colección de demos, canciones, e ideas sobre la guitarra: es el 3.er. álbum de Jason Becker. Fue lanzado originalmente el 19 de octubre de 1999.

## Listado de canciones
| N.º | Título | Duración |  |

## Personal
- Jason Becker - voz, guitarra, teclados, bajo, programador de batería
- Ehren Becker - voz, bajo
- Marty Friedman - guitarra. -Artista de Contribución